# ニューメキシコチリ
ニューメキシコチリ（学名：Capsicum Annuum L 'New Mexico chile'）と品種の一つ。ニューメキシコ州を代表する青唐辛子である。選択の辛さ（0–70,000スコヴィル）。名称はその発祥の地といわれているニューメキシコ州に由来する。Dr. Fabian Garcia（ファビアン・ガルシア）とThe New Mexico State University (ニューメキシコ州立大学) の社員が開発したものである。イスパノ族のニューメキシコとプエブロのピーマンの組み合わせ。ほとんどがハッチ、ニューメキシコ州で栽培されている。

## 品種
- Conquistador（コンキスタドール）辛さの範囲（0 スコヴィル）。
- R Naky（ロイ・中山の開発した）辛さの範囲（500–1,000スコヴィル）。
- Española（エスパニョーラ）辛さの範囲（1,500–2,000スコヴィル）。
- 6-4（シックス・フォー）辛さの範囲（1,786スコヴィル）。
  - Anaheim（アナハイム）辛さの範囲（500-2,500スコヴィル）。
- Rio Grande（リオグランデ）辛さの範囲（2,500–5,000スコヴィル）。
- Sandia（エスパニョーラ）辛さの範囲（5,000–10,000スコヴィル）。
- Big Jim（ビッグジム）辛さの範囲（6,510スコヴィル）。
- XX Hot（ホットXX）辛さの範囲（60,000–70,000スコヴィル）。